# (4250) Perun
(4250) Perun ist ein Hauptgürtelasteroid, der am 20. Oktober 1984 von Zdeňka Vávrová vom Kleť-Observatorium aus entdeckt wurde.
Der Asteroid ist nach Perun, dem obersten Gott der slawischen Mythologie benannt.